# 秋月種徳
秋月 種徳（あきづき たねのり）は、日向高鍋藩の第8代藩主。第7代藩主・秋月種茂の長男。母は越前松平明矩の娘・盈子。

## 生涯
天明8年（1788年）11月6日、父の隠居により跡を継ぐ。しかし生来から病弱で、藩政の実権も父に握られていたために主体性がなかった。
文化4年（1807年）12月21日、父親に先立って45歳で死去し、跡を次男の種任が継いだ。

## 系譜
父母
- 秋月種茂（父）
- 盈子 ー 松平明矩の娘（母）

正室、継室
- 誠子 ー 亀井矩貞の娘（正室）
- 安子 ー 戸田光和の娘（継室）

側室
- 妙仙院 ー 岩崎氏

子女
- 黒帽子 ー 早世
- 秋月種任（次男）生母は妙仙院（側室）
- 秋月種堅
- ヨシ ー 板倉勝尚室
- テル ー 一柳頼親室